# Красна Гора (Донецька область)
Кра́сна Гора́ — селище в Україні, у Бахмутській міській громаді Бахмутського району Донецької області.

## Географія
Селище розташоване за 8,9 км від Бахмута автошляхом територіального значення Т 0513, на березі Кринки. Найближча залізнична станція Кудрявка (за 2 км).

## Історія
Назва селища та його виникнення пов'язані з родовищем червоної глини. Навесні та влітку 1906 року на території сучасної Красної Гори збиралися на сходки робітники з навколишніх заводів і соляних шахт. 1927 року збудовано піч для випалювання глини, на базі якої згодом виник сучасний завод стінових матеріалів (основна продукція — керамічна цегла під торговельною маркою «Красна гора»). Спочатку працювали сезонні робітники. У першій половині 1930-х років було розширено виробництво та збудовано 4 бараки для постійних робітників-переселенців з Харківської області. Під час німецько-фашистської окупації (жовтень 1941 — вересень 1943) завод повністю зруйновано, 1944 року — відновлено. 1949 року розпочато житлову забудову. З 1964 року набуло статусу селища міського типу. У 1979 році в селищі мешкало 800 осіб, 1989 року —  700 осіб.
26 червня 2019 року, в ході децентралізації, селище увійшло до складу Бахмутської міської громади.
26 січня 2024 року в Україні набув чинності Закон № 3285-IX, який передбачає дерадянізацію адміністративно-територіального устрою України, то ж селище міського типу Красна Гора набуло статусу селища.
12 лютого 2023 року проєкт «DeepstateMap» опублікував візуальне підтвердження того, що бойовики ПВК «вагнер» розташовані в західній частині села Красна Гора. На онлайн-карті бойових дій населений пункт відображається зі статусом «тимчасово окупована територія».

## Населення

### Мова
Розподіл населення за рідною мовою за даними перепису 2001 року:
| Мова       | Кількість | Відсоток |
| ---------- | --------- | -------- |
| українська | 413       | 59.86%   |
| російська  | 277       | 40.14%   |
| Усього     | 625       | 100%     |

## Економіка
- Артемівський завод стінових матеріалів — виробляє керамічну цеглу під торговельною маркою «Красна гора».